# Fuente Álamo (Jaén)
Fuente Álamo es una localidad y pedanía española del municipio de Alcalá la Real, perteneciente a la provincia de Jaén, en la comunidad autónoma de Andalucía. Pertenece a la comarca de Sierra Sur.

## Toponimia
El lugar puede aparecer referido como «Fuente Álamo» y «Fuente del Álamo».

## Geografía
Fuente Álamo está en la pendiente de un pequeño cerro, que va a parar al barranco Muriano. Sus calles nacen de la carretera principal, desde La Piquera a La Fuente, originándose diferentes calles que suben al Cerro.

## Historia
Hacia mediados del siglo XIX, el lugar ya pertenecía a Alcalá la Real. Aparece descrito en el octavo volumen del Diccionario geográfico-estadístico-histórico de España y sus posesiones de Ultramar de Pascual Madoz con las siguientes palabras:

FUENTE ALAMO ó FUENTE DEL ALAMO: ald. con alc. p. en la prov. de Jaen. Es uno de los 12 part. de campo en que se halla dividido el térm. de la c. de Alcalá la Real. (V.), y por tanto corresponde á su part. jud. y abadia, distando de ella una leg. larga al O. Tiene 21 casas, sin formar calles, en la falda de una pedriza, á cuyo pie nace un venero de agua potable que da nombre al pueblo, pro bajo del cual hay unos pequeños huertos que se riegan con las aguas sobrantes de aquel, recogidas en una alberca. En su térm. se encuentran otras 29 casas, entre las cuales son las mas principales las siguientes: el cortijo Loma de Zalameda, Suarez, el Palio, Casa-sola, Coscojar Alto y Bajo, Cornicabra, Gallardo, Valenzuela, Fuente de la Encina Alta y Baja, Clavijo, La Cuesta y Ardales; las demas son insignificantes. A unas 300 varas al S. de la pobl. hay una torre de su mismo nombre; y en la propia direccion á 500 varas, los baños de que nos hemos ocupado con todo detenimiento en el art. del part. jud. á que corresponde esta ald. El terreno de su campo es en lo general de inferior calidad, aunque hay algunos pedazos buenos y tiene muy poco arbolado. Los datos de prod., pobl., riqueza, etc. pueden verse en el art. de Alcalá la Real.
(Madoz, 1847, p. 223)

En 2023, la entidad singular de población tenía empadronados 150 habitantes y el núcleo de población, 133.